# Jordan Aviation
Jordan Aviation es una aerolínea con base en Amán, Jordania. Opera vuelos regulares y chárter a todo el mundo, principalmente a Oriente Medio, Europa y África. También alquila sus aeronaves a grandes aerolíneas para dotarlas de capacidad adicional. Su base de operaciones principal es el Aeropuerto Internacional Reina Alia. Es así mismo un gran proveedor de transporte aéreo de las fuerzas de paz de la ONU. Jordan Aviation es miembro de la Organización Árabe de Operadores Aéreos. 

## Historia
La aerolínea se estableció como empresa en 1998 y obtuvo su Certificado de Operador Aéreo en 2000, iniciando operaciones en octubre de ese año. La aerolínea inició operaciones con un Boeing 737-400. Lanzó servicios desde Amán como la primera aerolínea chárter de propiedad privada en Jordania. Jordan Aviation opera una variada red de rutas con un AOC mundial. Los cascos azules de la ONU se transportan ampliamente en los distintos aviones de la flota y la compañía también participa en el "arrendamiento con tripulación" de aviones a compañías aéreas que necesitan capacidad adicional. Los vuelos chárter de vacaciones también se operan desde sus bases en Amán.
Jordan Aviation es propiedad de Mohamed Al-Khashman (presidente y director ejecutivo) y Hazem Alrasekh, y en junio de 2012 ya contaba con más de 900 empleados. La empresa ha crecido considerablemente, como muestra el listado de flota a continuación. Un Airbus A330-200 se unió a la flota en marzo de 2012 y a este avión le siguieron aviones adicionales: un Airbus A320-200 y un Boeing 737-300. La expansión a otros segmentos del mercado está en proceso.
Tras el acuerdo de territorio de cielo abierto y la relajación de la regulación de la aviación civil en Áqaba, Jordania. La aerolínea trasladó sus operaciones al Aeropuerto Internacional Rey Husein, y la empresa lanzó su vuelo inaugural desde allí en 2004. Entre 2005 y 2007, Jordan Aviation operó vuelos chárter programados desde el Aeropuerto Internacional Rey Husein a destinos regionales como Kuwait, Doha, Alejandría, Dubái, El Cairo y Manama. Jordan Aviation también fue reconocida por el rey Abdalá II de Jordania como una de las diez principales iniciativas que benefician a la economía de Áqaba.

## Destinos regulares
La compañía opera vuelos regulares a los siguientes destinos (agosto de 2024):
| Países                 | Destinos       | Aeropuertos                                  |
| ---------------------- | -------------- | -------------------------------------------- |
| Arabia Saudita         | Medina         | Aeropuerto Príncipe Mohammad Bin Abdulaziz   |
| Arabia Saudita         | Yeda           | Aeropuerto Internacional Rey Abdulaziz       |
| Egipto                 | El Cairo       | Aeropuerto Internacional de El Cairo         |
| Egipto                 | Sharm el-Sheij | Aeropuerto Internacional de Sharm el-Sheij   |
| Emiratos Árabes Unidos | Sharjah        | Aeropuerto Internacional de Sharjah          |
| Georgia                | Batumi         | Aeropuerto Internacional Batumi              |
| Georgia                | Tiflis         | Aeropuerto Internacional de Tiflis           |
| Jordania               | Amán           | Aeropuerto Internacional Reina Alia (HUB)    |
| Kuwait                 | Kuwait         | Aeropuerto Internacional de Kuwait           |
| Omán                   | Mascate        | Aeropuerto Internacional de Mascate          |
| Rusia                  | Moscú          | Aeropuerto Internacional de Moscú-Domodédovo |
| Turquía                | Antalya        | Aeropuerto de Antalya                        |
| Turquía                | Trebisonda     | Aeropuerto de Trebisonda                     |

## Flota

### Flota actual
La flota de Jordan Aviation incluye los siguientes aviones:
| Aeronaves        | En servicio | Pedidos | Pasajeros                                          | Pasajeros                                          | Pasajeros                                          | Matrículas                                         | Antigüedad                                         |
| Aeronaves        | En servicio | Pedidos | C                                                  | Y                                                  | Total                                              | Matrículas                                         | Antigüedad                                         |
| ---------------- | ----------- | ------- | -------------------------------------------------- | -------------------------------------------------- | -------------------------------------------------- | -------------------------------------------------- | -------------------------------------------------- |
| Airbus A320-200  | 2           | —       | —                                                  | 168                                                | 168                                                | JY-JAC                                             | 35,6 años                                          |
| Airbus A320-200  | 2           | —       | —                                                  | 174                                                | 174                                                | JY-JAT                                             | 21,2 años                                          |
| Airbus A330-200  | 2           | —       | —                                                  | 326                                                | 326                                                | JY-JVB                                             | 17,4 años                                          |
| Boeing 737-300   | 2           | —       | —                                                  | 148                                                | 148                                                | JY-JAX                                             | 36,4 años                                          |
| Boeing 737-300   | 2           | —       | —                                                  | 148                                                | 148                                                | JY-JAD                                             | 36,3 años                                          |
| Boeing 767-200ER | 1           | —       | —                                                  | 290                                                | 290                                                | JY-JAL                                             | 35,8 años                                          |
| Total            | 7           | —       | Edad media de la flota (agosto de 2024): 30,5 años | Edad media de la flota (agosto de 2024): 30,5 años | Edad media de la flota (agosto de 2024): 30,5 años | Edad media de la flota (agosto de 2024): 30,5 años | Edad media de la flota (agosto de 2024): 30,5 años |

### Flota histórica
La aerolínea ha operado las siguientes aeronaves a lo largo de su historia:
| Aeronaves                 | Total | Introducido | Retirado | Matrículas                      |
| ------------------------- | ----- | ----------- | -------- | ------------------------------- |
| Airbus A310               | 2     | 2005        | 2013     | JY-JAV y JY-JAH                 |
| Boeing 707                | 1     | 2001        | 2001     | JY-JAA                          |
| Boeing 727-200            | 1     | 2005        | 2008     | JY-JAE                          |
| Boeing 737-200            | 1     | 2005        | 2007     | JY-JAF                          |
| Boeing 737-400            | 4     | 2000        | 2020     | OK-TVR, HA-LKA, JY-JAP y JY-JAQ |
| Boeing 737-500            | 1     | 2006        | 2007     | JY-JA1 (rrg. SU-KHM)            |
| Lockheed L-1011 TriStar   | 1     | 2004        | 2005     | JY-JOE                          |
| North American Sabreliner | 1     | 2005        | 2006     | JY-JAS                          |